# Твердохліб Микола Дмитрович
Микола Дмитрович Твердохліб (псевда: «Грім», «Музика», «Петро») (* 1911, с.Петрилів, Тлумацький район, Івано-Франківська область — † 17 травня 1954, поблизу с. Зелена, Надвірнянський район, Івано-Франківська область) — полковник УПА, референт СБ Карпатського краю (1944—1949), командир ВО-4 «Говерля» (1945—1954).
Лицар Бронзового хреста бойової заслуги УПА.

## Життєпис
Народився Микола Твердохліб в селі Петрилів на Тлумаччині, в багатодітній сім'ї сільських інтелігентів. Усі його близькі загинули в радянських тюрмах та Сибіру. Навчаючись у станиславівській гімназії юний Микола вступив до Пласту. Згодом вчиться у старшинській школі. Після цього повертається до Станіславова і відкриває господарську крамницю, де, в умовах суворої конспірації, знаходилась «явочна квартира». Згодом Микола навчається в надтаємній школі розвідки в німецькому Мюнхені. Тут навчалися старшини січового стрілецтва, перспективна молодь.
Після чергового військового вишколу у Кракові Микола Твердохліб служив старшиною у Дружині Українських Націоналістів (ДУН). Згодом, після розформування німцями батальйонів «Нахтігаль» та «Роланд», Микола брав участь у керівництві «Похідними групами» на схід України.
Завдяки спільним діям бандерівців, мельниківців та бійців отамана Бульби-Боровця, повстанці за ніч розбили численні підкріплення німців, здобувши велику кількість продовольства, амуніції та зброї. Чергова сутичка між загонами повстанців та військами СС відбулася під селом Блюдники, де, при використанні німцями артилерії та танків, загинуло 17 українців. Сам Микола з численними опіками та пораненнями вирушив на лікування до Станіславова.

### На чолі ВО «Говерля»

Полковник «Грім» (ліворуч) та його ад'ютант

Від лютого 1944 «Грім» — командир сотні. Після того, як Бутковський Іван залишив Україну, ставши керівником місії УПА закордоном, командиром військової округи «Говерля» став Микола Твердохліб. В липні його підвищено до сотника, а в лютому 1945 Твердохліб — командир Карпатської ВО. Ця Військова Округа охоплювала 4 області та 12 тисяч бійців. За визначні здобутки Микола підвищений до майора. Протягом 1944-49 років «Грім» був керівником служби безпеки Карпатського краю.
Група «Говерля» залишилась єдиною на той час Військовою Округою (ВО-4), тому чекісти всіляко намагалися хоч би щось дізнатися про її керівника Миколу Твердохліба та його штаб.
Наміри партійного та військового керівництва СРСР знищити полковника «Грома» уже в перші післявоєнні роки були настільки гіпнотизуючими, що вони видавали бажане за дійсне. В адресованому секретарю ЦК КП/б/У Лазарю Кагановичу донесенні серед інших «переможних» реляцій повідомлялося, що «с 1 января 1946 года по 1 января 1947 года… среди убитих… командующий 4-м округом УПА — „Гром“ и ряд других руководящих лиц». Чутки про його смерть виявилися перебільшеними. Полковник «Грім» ще довгих шість з половиною років вимотував ворогів, котрі явно поспішили з «некрологом».
Проводилися блискучі операції в Яблонові, Богородчанах, Станиславові. Влітку проводився обов'язковий вишкіл. Одним з найважливіших завдань було створення й організація осередку. Вони споруджувались у важкодоступних місцях, в Карпатах, оснащувалися запасними виходами на випадок наскоку ворога. В криївках люди проводили час з кінця жовтня до початку весни, після чого не могли нормально дивитися на сонце, тіло втрачало людську подобу. Для становлення потрібно було 2-3 тижні. Але завдяки вищій меті й усвідомленню своєї ролі в боротьбі за незалежність люди не ламались, а загартовували свій дух. Спорудження криївок вимагало неабиякої майстерності. Вони мала захищати не тільки від ворога, а й від снігопаду, дощу тощо. У криївці могло жити 6-8 чоловік, займалися переважно вишколом та самовдосконаленням. В деяких осередках підпільники складали іспити і проходили вишколи, після яких їм видавалися посвідчення про здатність очолити будь-яку з референтур районного чи надрайонного проводу. Навчали в криївках переважно історію та психологію, а також способи діяльності СБ.
| Агентурне донесення Агент «Крук». Прийняв заступник начальника УМДБ Станіславської області підполковник Костенко. 6 лютого 1950 року. Організаційний референт крайового проводу ОУН «Грім» — Твердохліб Микола, а зараз, очевидно, крайовий провідник Карпатського краю, дуже конспіративна й обережна людина/ У зв’язку з його конспірацією хочу пояснити його тактику і спосіб дії в банді. Основною його особливістю є те, що свої місця переховування він будує окремо, не любить жити у когось... Він щорічно до зими готується окремо і то далеко в горах, де надає перевагу викопаним у землі криївкам. Це він один зі всіх бандитів, які переховуються в Карпатах, на зиму будує криївку під землею. Так він повторює щорічно, щоразу в іншому місці, але ніколи на попередньому. Харчі на зиму заготовлює вже з кінця травня. Заготівлею ні він, ні його бойовики не займаються. Це він доручає тереновим людям, які доставляють йому на певне місце в лісі, а звідти вже на місце доставляють особисто його бойовики/ Через те, що дуже дотримується правил конспірації, а головним чином, що криївки будує здебільшого під землею, його дуже важко ліквідувати. Це дуже хитрий і обережний лис. |

### Остання зима полковника

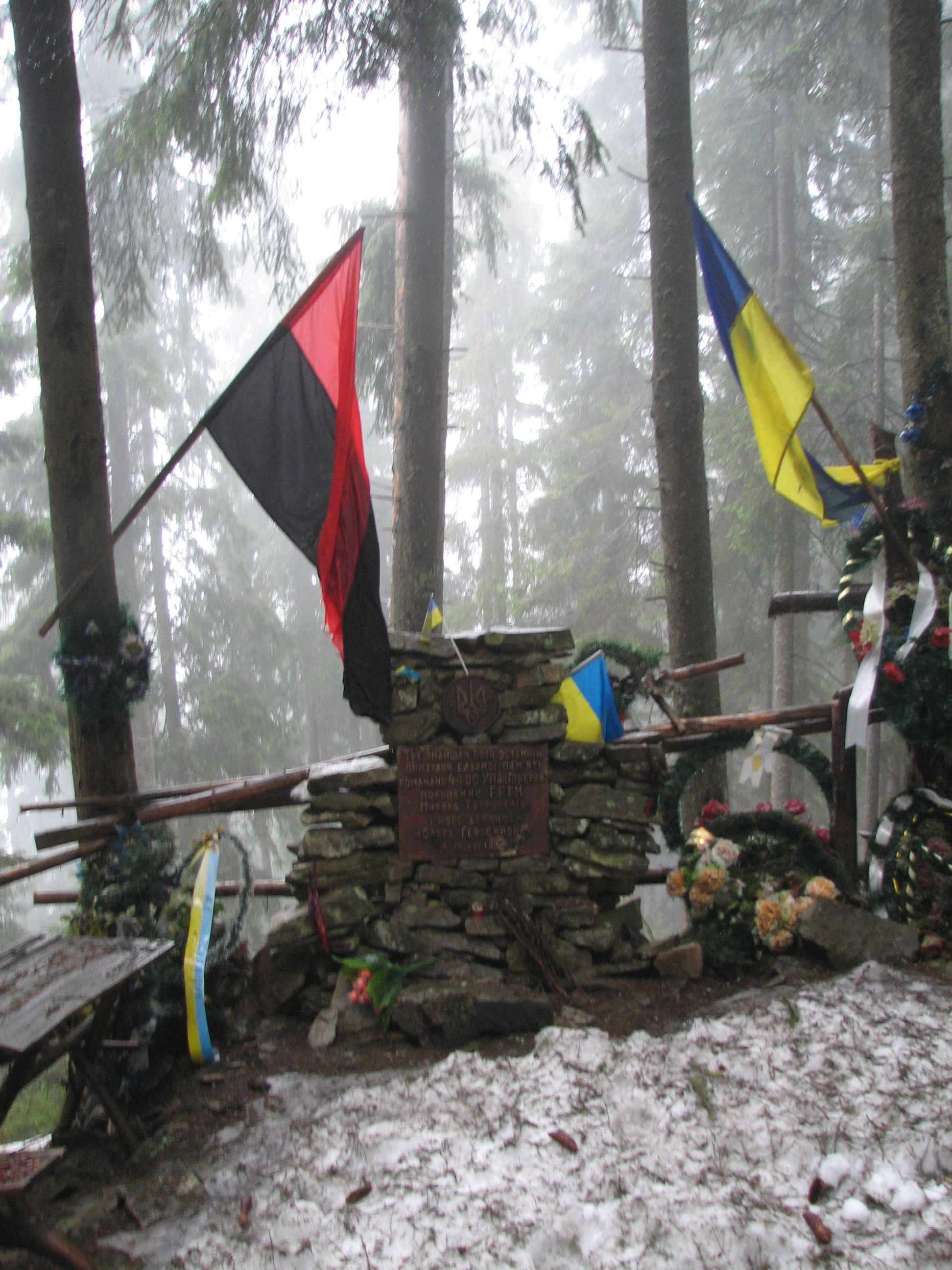
Місце загибелі Миколи Твердохліба

За допомогою агентури, провокацій та терору в 50-х роках чекістам вдалось знищення повністю 10 підпільних районів та 10 частково.
Микола Твердохліб разом з коханою Ольгою, штабом та охороною базувався на Рожнятівщині. 12 листопада 1952 року, на Петра і Павла, відбулася остання відправа підпільників з усього краю. Нею керували одні з найславніших командирів УПА — референт СБ «Грім» (М. Твердохліб) та окружний референт «Сокіл» (К. Петер). З цього часу різко змінюється тактика УПА. Полковник «Грім» виступив з промовою до побратимів, де закликав не здаватися і триматися до останнього, висловлюючи надію, що колись Україна таки стане незалежною.
У 1953 році після переходу «Грома» та його штабу до Надвірнянщини, було вирішено збудувати криївку на схилі гори Березовачка. В ній мали жити шестеро чоловік. Це була остання зима славетного полковника «Грома».
17 травня 1954 чекістам вдалось дізнатись місце розташування криївки й оточити її. Полковник відстрілювався від ворога майже день, а потім, знищивши основні документи, застрелився разом із дружиною. Так завершилася доля одного з найвідоміших провідників УПА, вірного сина України Миколи Твердохліба, полковника «Грома». Характерно, що через кілька днів після подій на горі Березовачка, 23 травня 1954 року в Олеському районі Львівської області було заарештовано Головного командира УПА генерал-хорунжого Василя Кука–"Леміша". УПА остаточно припинила організовану діяльність.

### Доля сім'ї

Книга про полковника Миколу Твердохліба

Кінець 1941 та початок 1942, після поранення, Микола Твердохліб провів у Станиславові, де обвінчався з Ольгою Герасимович.
Весь час, відколи Прикарпаття зайняли радянські війська, дружина ділила з Миколою всі труднощі його партизанського життя.
У 1945 народився син Ярема, який був переданий на виховання старшій сестрі Ольги, котра доклала усіх зусиль, щоб дитина виросла здоровою і повноцінною, але так склалися обставини, що Ярема потрапив у дитячий будинок. Співробітникам МДБ було відомо про перебування його батьків у підпіллі і про високу посаду Грома в керівництві УПА. Чекісти пробували зіграти на батьківських почуттях: через «посередників» підкидали їм фотографії сина і пропонували припинити безперспективний опір, гарантуючи життя та зустріч з Яремою. Не важко здогадатися, яких душевних страждань зазнав тоді Микола Твердохліб і особливо мати — Ольга Герасимович, однак здаватися на милість ворога вони, вочевидь, вважали кроком, неможливим за будь-яких обставин. Син виріс і зрозумів мотиви батьківської поведінки. Ярема пишався подвигом своїх батьків, що публічно визнав у перші роки незалежності.
З слів Марії Форович та інших свідків, у сім'ї Твердохліб у 1947 народилася дівчинка, але померла так і не побачивши сонячного світла.
Дружина ж розділила долю чоловіка до кінця. Анна Попович, яка була свідком подій зсередини, згадувала, що облога криївки тривала увесь день, а під вечір, близько 17-ї години, коли стало зрозуміло, що ось-ось почнеться штурм і немає ніякої можливості вирватися з оточення, полковник і Ольга без вагання постановили застрелитися. Грім запропонував Анні вирішувати самій: або наслідувати їхній приклад, або здатися. Вона вибрала останнє. Ольга застрелилася і зразу померла. Грім після пострілу ще мучився і просив дострелити.

## Нагороди
- Згідно з Виказом відзначених УПА-Захід від 1.09.1946 р. сотник УПА, командир воєнної округи 4 «Говерля» Микола Твердохліб — «Грім» нагороджений Бронзовим хрестом бойової заслуги УПА.

## Вшанування пам'яті
- 5.12.2017 р. від імені Координаційної ради з вшанування пам'яті нагороджених Лицарів ОУН і УПА у м. Івано-Франківськ Бронзовий хрестом бойової заслуги УПА (№ 042) переданий Любомирі Твердохліб-Ярош, племінниці Миколи Твердохліба — «Грома».